# Robert Hugh Benson
Robert Hugh Benson, född 18 november 1871 och död 19 oktober 1914, var en brittisk författare, son till Edward White Benson och bror till Arthur Christopher Benson och Edward Frederic Benson.
Hugh Benson har ansetts som den mest begåvade av sina bröder. År 1903 konverterade han till katolicismen, något som präglar hans författarskap. I romanerna framställs i regel katolska personer som starka hjälpare från andlig och kroppslig undergång, och verken kan därför ses som tydligt ställningstagande. Han hade dock en god blick för psykologiska problem och en utvecklad gestaltningsförmåga.
Bland hans romaner märks The Necromancers (1909), The Coward (1912) och Come Rack! Come Rope! (1912).